# تحلیل فلسفی
تحلیل فلسفی (به انگلیسی: Philosophical analysis) روشی تحقیقی است که می‌توان به کمک آن، نظام‌های پیچیده فکر را با «تحلیل» آن‌ها به عناصر ساده‌تری که بدان وسیله نسبت‌های آن، مورد مداقّه قرار گیرد، ارزیابی کرد.
سه قسم تحلیل فلسفی از منظر فیلسوفان غربی: تحلیل تجزیه ای، تحلیل بازگشتی و تحلیل تفسیری.
تحلیل تجزیه ای عبارت است از هر نوع روشی در تحقیق که مبتنی است بر کاویدن یک کل و مرکب، همچون مرکب‌های مفهومی- به گونه ای که توجه به اجزاء و نشان دادن نحوهٔ ترکیب آنها با یکدیگر، تصدیق به گزارهٔ مشتمل بر حکم آن کل را امکان‌پذیر می‌سازد.
تحلیل بازگشتی عبارت است از بررسی کلیه مقدماتی (قریب و بعید) که در یک استدلال مرکب، نهایتاً منجر به اثبات یک گزارهٔ معین می‌گردد.
تحلیل تفسیری آن است که با تفسیر یک یا چند گزاره یا مفهوم بتوان صدق و حقانیت یک گزارهٔ معین را نشان داد.
تحلیل بر عکس ترکیب است و عبارت است از بازگرداندن کل به اجزاء خود. اگر شیء در جهان خارج از ذهن واقعاً تحلیل شود، تحلیل واقعی یا طبیعی نامیده می‌شود و اگر تحلیل فقط در ذهن واقع شود تحلیل خیالی نامیده می‌شود.
تحلیل برین یا متعالی، در فلسفه کانت عبارت است از شناخت مفاهیم پیشینی که عقل از ترکیب آنها به وجود آمده‌است. کار تحلیل برین این است که معرفت انسان را تحلیل کند و مبادی و مفاهیم پیشینی آن را، که عمل شناسائی را ممکن می‌سازد، کشف کند. این تحلیل در نظر کانت یکی از دو قسم منطق برین یا متعالی است. قضیه تحلیلی در اصطلاح کانت قضیه‌ایست که مفهوم محمول آن مندرج در موضوع باشد، بر عکس قضیه ترکیبی که در آن، محمول زائد بر مفهوم موضوع است. بنا بر این قضیه «جسم ممتد است» تحلیلی است، زیرا مفهوم امتداد داخل و جزء معنی جسم است. اما «جسم دارای وزن است» حکم ترکیبی است، زیرا مفهوم وزن چیزی اضافه بر مفهوم جسم است. از ویژگی‌های قضایای ترکیبی این است که این قضایا متکی بر تجربه‌اند.
اما کانت در کتاب نقد عقل محض از قضایای ترکیبی پیشینی سخن گفته‌است. کمال و ویژگی عقل ترکیبی، توانائی درک امور مجرد، و میل به وحدت بخشیدن و نظم و ترتیب دادن به امور و درک ربط منطقی آنهاست و عقل فلسفی عقل ترکیبی است.